# Greucourt
Greucourt korábbi község (település) Franciaországban, Haute-Saône megyében. 2015. december 15-én Le Pont-de-Planches és Vezet községgel egyesült és La Romaine új község része lett.
Lakosainak száma 77 fő (2018. január 1.). Greucourt Fresne-Saint-Mamès, Saint-Gand, La Vernotte és Vezet községekkel határos.

## Népesség
A település népességének változása:
| Lakosok száma | 136  | 104  | 115  | 102  | 94   | 89   | 77   | 71   | 77   | 77   |
|               | 1962 | 1968 | 1975 | 1982 | 1990 | 2008 | 2013 | 2015 | 2017 | 2018 |